# Farragut North
Farraguth North è una stazione della metropolitana di Washington, situata sulla linea rossa. Si trova a Washington, poco a nord di Farragut Square (che è servita anche dalla stazione di Farragut West, sulle linee linea arancione, blu e argento). Con oltre 25000 passeggeri giornalieri, è una delle stazioni più trafficate della rete di Washington.
È stata inaugurata il 27 marzo 1976, contestualmente all'apertura del primo tratto della linea. Fino all'apertura della stazione di Dupont Circle, avvenuta nel gennaio 1977, è stata il capolinea della linea rossa.
La stazione è servita da autobus appartenenti al sistema Metrobus (anch'esso gestito dalla WMATA), dal DC Circulator e da autobus della Maryland Transit Administration, del Loudoun County Commuter Bus e della Potomac and Rappahannock Transportation Commission.